# Ctenophthalmus devignati
Ctenophthalmus devignati är en loppart som beskrevs av Jordan 1941. Ctenophthalmus devignati ingår i släktet Ctenophthalmus och familjen mullvadsloppor. Inga underarter finns listade i Catalogue of Life.